# 여자 메이저 골프 대회

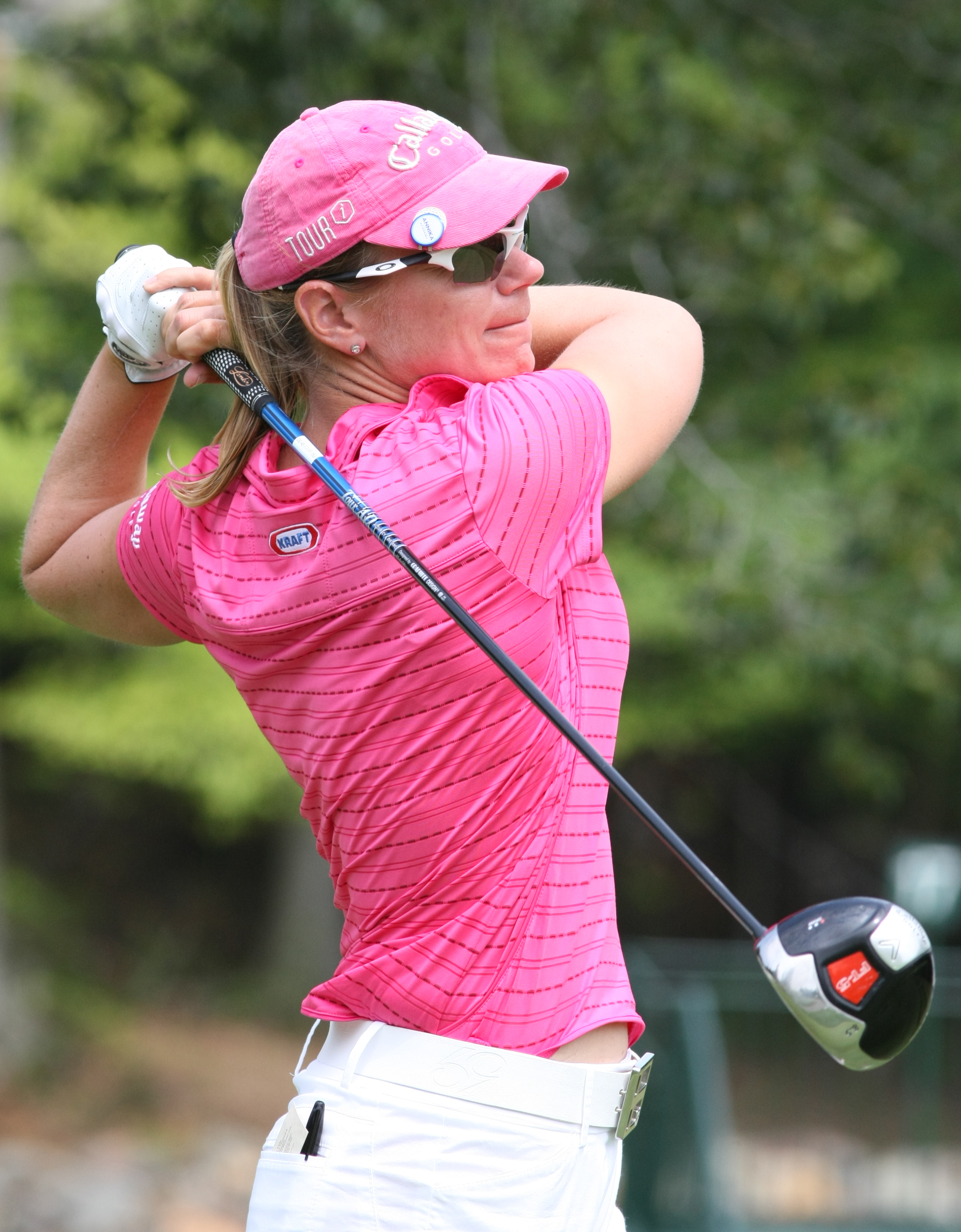
아니카 소렌스탐은 메이저 대회에서 열 번 우승한 골프 선수이다.

여자 골프에는 남자 골프에 대응하는 메이저 대회가 있다. 2013년 기준으로, LPGA 투어에 의해 지정된 메이저 대회는 다섯 개이다.
- 3월~4월: ANA 인스퍼레이션
- 5월~6월: US 여자 오픈
- 6월: 위민스 PGA 챔피언십
- 7월: 에비앙 챔피언십
- 8월: 위민스 브리티시 오픈

## 같이 보기
- 남자 메이저 골프 대회